# Toni Tones
Pour les articles homonymes, voir Tones.
Gbemi Anthonia Adefuye (née en 1985), connue professionnellement sous le nom de Toni Tones, est une personnalité médiatique, actrice et photographe nigériane. En 2020, elle a été nommée dans la catégorie meilleure actrice dans un second rôle aux Africa Magic Viewers' Choice Awards (en) pour King of Boys.

## Biographie
Adefuye est la plus jeune d'une famille de cinq personnes. Ses premières études ont lieu à Lagos où elle termine ses études au Queen's College. Elle est mannequin pour Dakova parce qu'il est un ami de la famille quand elle a quatorze ans.
Son nom complet est Gbemisola Anthonia Adefuye et elle fréquente l'Université de Lancaster au Royaume-Uni où elle étudie le marketing et l'économie. Une fois le cursus terminé, elle retourne au Nigeria en 2009 pour explorer son intérêt pour le show business. Son frère a été musicien dans le groupe Oxygen and Tones et a initialement décidé de devenir photographe du show business. Son portfolio attire l'attention de l'émission de téléréalité de D'banj, Koko Mansion . 
En 2017, Adefuye Gbemisola poursuit son travail photographique  mais se retrouve alors à la fois derrière et devant l’appareil photo. Elle apparait comme actrice dans la websérie télévisée « Gidi-culture » ; dans plusieurs films , dont It's Her Day en 2016. Elle interprète également dans le film King of Boys  le jeune Eniola Salami. Le film est créé le 21 octobre 2020. À l' AMVCA 2020, elle obtient une nomination pour la « Meilleure actrice dans un second rôle dans un film ou une série télévisée » pour le film « King Of Boys ». 
En 2020, elle fait partie du casting de Quam's Money, une suite du film New Money de 2018. L'histoire suivante suit ce qui se passe lorsqu'un agent de sécurité (Quam) devient soudainement multimillionnaire. Le nouveau casting es dirigé par Falz (en), Jemima Osunde, Blossom Chukwujekwu (en), Nse Ikpe Etim et Tones. 

## Filmographie

### Télévision
- 2014 Deadline : Beverly
- 2014 Married to the Game : Mme Fataï
- 2016 Rumour Has It (websérie NdaniTV)
- 2018 Rumour Has It
- 2018 Room 420 : Becky
- 2020 Assistant Madams : elle-même
- 2020 Smart Money Woman : Lara[10]
- 2021 Mascara : Claire
- 2021 King of Boys: The Return of the King (en) : Eniola jeune (série originale Netflix)[11].

### Films
- 2015 What Lies Untold
- 2016 It's Her Day (en) : Stacy
- 2017 The Royal Hibiscus Hotel
- 2017 5th Floor
- 2017 Head over Heels
- 2018 The Eve : Ngozi
- 2018 Lara and the Beat (en) : Trish [12]
- 2018 King of Boys : Eniola jeune[7]
- 2019 Your Excellency (en) : Stephanie
- 2020 Quam's Money (en)[9]
- 2022 Brotherhood (en) : Goldie[13].

## Récompenses et nominations
| Année | Prix                                             | Catégorie                                                                 | Œuvre        | Résultat   | Réf    |
| ----- | ------------------------------------------------ | ------------------------------------------------------------------------- | ------------ | ---------- | ------ |
| 2020  | Africa Movie Academy Awards                      | Meilleure actrice dans un second rôle dans un film ou une série télévisée | King of Boys | Nomination | [ 8 ]  |
| 2020  | Prix du meilleur de Nollywood 2020               | Meilleure actrice dans un rôle principal – anglais                        | Killing Jade | Nomination | [ 14 ] |
| 2023  | Prix du choix des téléspectateurs d'Africa Magic | Meilleure actrice dans un second rôle                                     | Brotherhood  | Nomination | ,      |